# Christian Friedrich Biederbick
Christian Friedrich Biederbick (* 23. September 1819 in Sudeck; † 3. April 1895 ebenda) war ein deutscher Landwirt und Politiker.
Biederbick war der Sohn des Ackermann Johann Ernst Biederbick und dessen Ehefrau Marie Charlotte geborene Pohlmann. Er heiratete am 18. Februar 1844 in Sudeck Christiane Louise Friederike Pohlmann. Er war Landwirt in Sudeck und dort 1854 bis 1863 Bürgermeister. 1855 bis 1859 gehörte er dem Landtag des Fürstentums Waldeck-Pyrmont an.